# Institut Hochfeld-Magnetlabor Dresden
Koordinaten: 51° 3′ 46,44″ N, 13° 56′ 36,24″ O
Das Institut Hochfeld-Magnetlabor Dresden (HLD) (auch: Hochfeldlabor) im Helmholtz-Zentrum Dresden-Rossendorf (HZDR) betreibt moderne Materialforschung in sehr hohen Magnetfeldern. Ziel der Einrichtung ist es, Magnetfelder von bis zu 100 Tesla für Experimente nutzbar zu machen. Die Forschungsanlage dient sowohl eigenen Vorhaben als auch externen Nutzern, die sich mit Vorschlägen für die Forschung in gepulsten Magnetfeldern von bis zu 95 Tesla bewerben können.

## Geschichte
Im Jahr 1999 beantragte die Dresdner Hochfeldinitiative die Einrichtung des Hochfeld-Magnetlabors beim Bundesministerium für Bildung und Forschung (BMBF) und beim Sächsischen Ministerium für Wissenschaft und Kunst (SMWK). Auf Empfehlung des Wissenschaftsrates wurde die Grundfinanzierung bewilligt: Die Investitionskosten von 24,5 Millionen Euro übernahmen zu gleichen Teilen der Bund und der Freistaat Sachsen.
Im Jahr 2003 begann der Bau des Hochfeldlabors auf dem Gelände des HZDR, das Institut wurde im darauffolgenden Jahr unter der Leitung von Joachim Wosnitza offiziell gegründet. Im Jahr 2006 wurde die seinerzeit weltgrößte Kondensatorbank in Betrieb genommen, um den hohen erforderlichen Magnetstrom bereitzustellen. Nach der Fertigstellung der Anlage begann im Jahr 2007 der Nutzerbetrieb.
Aufgrund großer Nutzer-Nachfrage erhielt das Hochfeld-Magnetlabor 2013 einen Anbau mit einer zweiten Kondensatorbank. Zudem beherbergt der Anbau sechs weitere stark abgeschirmte Experimentierplätze (genannt Pulszellen), von denen somit insgesamt zehn zur Verfügung stehen.
Im Jahr 2015 wurde das Hochfeld-Magnetlabor Dresden eines der drei Gründungsmitglieder des European Magnetic Field Laboratory (EMFL), einem europaweiten Zusammenschluss von Anlagen für die Forschung mit starken Magnetfeldern.

## Anlagen

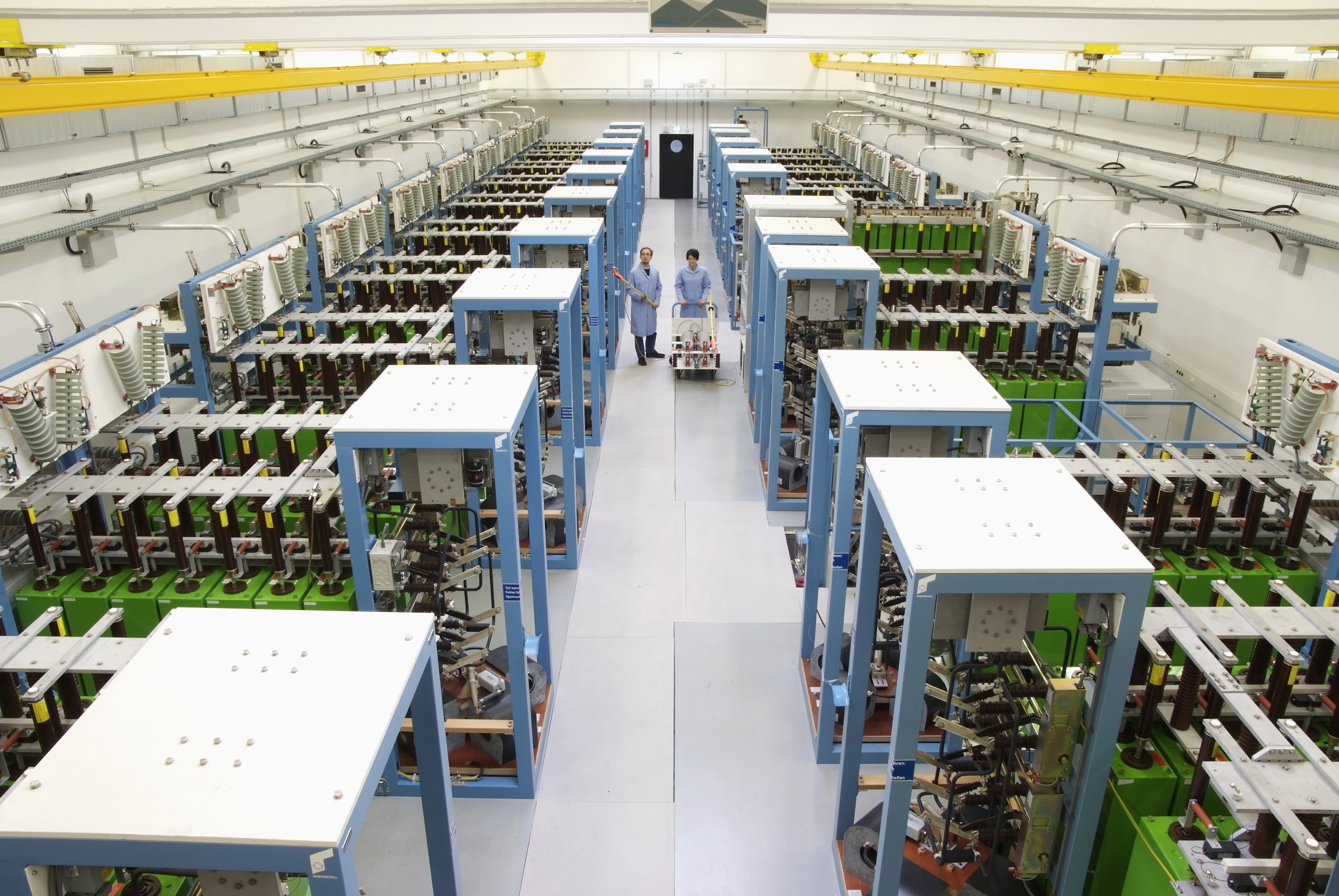
Die erste von zwei Kondensatorbänken am Hochfeld-Magnetlabor Dresden

Das Hochfeld-Magnetlabor Dresden betreibt eigens entwickelte Magnetspulen, die von starken Strompulsen durchflossen werden und so kurzzeitig Magnetfelder mit einer maximalen magnetischen Flussdichte von bis zu 95 Tesla erzeugen können. Sie gehören damit zu den weltweit leistungsfähigsten wiederverwendbaren Spulen.
Die Dauer der bis zu 95 Tesla starken Pulse beträgt etwa 10 ms. Der Probenraum, in dem das Experiment im Inneren der Spule platziert wird, hat dabei einen Durchmesser von 1,6 Zentimetern. Magnetfelder von bis zu 70 Tesla können für bis zu 150 ms in einem Probenraum mit 2,4 Zentimetern Durchmesser erzeugt werden.
Die eingesetzten Magnetspulen werden am Hochfeld-Magnetlabor Dresden selbst entwickelt. Wegen des hohen magnetischen Drucks müssen die Drahtwindungen dieser Spulen mit einer extrem reißfesten Kunstfaser umwickelt werden. Die für die Strompulse nötige elektrische Energie von bis zu 50 MJ wird mit Hilfe der weltgrößten, eigens für dieses Labor entwickelten Kondensatorbank zur Verfügung gestellt.

## Forschung
In erster Linie werden am Hochfeld-Magnetlabor Dresden die elektronischen Eigenschaften von metallischen Materialien in hohen Magnetfeldern untersucht. Dabei kann das Verhalten von Halbleitern, magnetischen Materialien und Supraleitern unter extremen Bedingungen studiert werden.
Die Pulsdauern reichen etwa für Widerstands., Ultraschall- und NMR-Messungen aus. Insbesondere können die Freien-Elektronenlaser (FEL) des benachbarten supraleitenden Elektronenbeschleunigers ELBE für magnetooptische Experimente im infraroten Spektralbereich genutzt werden.
Von aktuellem Interesse sind besonders exotische Supraleitungs-Zustände, stark korrelierte Elektronensysteme, niederdimensionale Spinsysteme und topologische Materialien oder Nanostrukturen.

## Nutzerbetrieb
Bewerbungen von Forschungsgruppen zur Nutzung der Magneten des Hochfeld-Magnetlabors Dresden werden zweimal jährlich im Rahmen des EMFL-Nutzerprogramms durch ein Komitee auf ihr wissenschaftliches Potential hin bewertet. Auf Basis der Empfehlungen des Komitees werden schließlich die Messzeiten vergeben.
Das Hochfeld-Magnetlabor Dresden stellt Nutzern vier Magnet-Aufbauten mit verschiedenen Eigenschaften zur Verfügung, die jeweils an einem der insgesamt zehn Experimentierplätze (genannt Pulszellen) installiert werden können. So ist es bis zu vier Gruppen zeitgleich möglich, Experimente durchzuführen.
Für Nutzer und Gastforscher hält das Helmholtz-Zentrum Dresden-Rossendorf ein Gästehaus und ein International Office bereit.

## Kooperationen
Das Hochfeld-Magnetlabor Dresden arbeitet mit zahlreichen Forschungseinrichtungen zusammen. Dazu gehören neben Einrichtungen aus ganz Deutschland insbesondere vor Ort in Dresden:
- das Max-Planck-Institut für Chemische Physik fester Stoffe
- das Max-Planck-Institut für Physik komplexer Systeme
- die Technische Universität Dresden
- das Leibniz-Institut für Festkörper- und Werkstoffforschung Dresden
- das Leibniz-Institut für Polymerforschung Dresden e.V.

Zusammen mit dem niederländischen High Field Magnetic Laboratory (HFML) in Nijmegen und dem französischen Laboratoire des Champs Magnétiques Intenses (LNCMI) mit Standorten in Grenoble und Toulouse gehört das Hochfeld-Magnetlabor Dresden zu den Gründungsmitgliedern des European Magnetic Field Laboratory (EMFL). Ziel dieses EU-Projekts ist es, neue Nutzer für die beteiligten Magnetlabore anzusprechen und die Zusammenarbeit in Verwaltung, Infrastruktur und Kommunikation auszubauen.